# Rudstad (przystanek kolejowy)
Rudstad – kolejowy przystanek osobowy w Rudstad, w regionie Hedmark w Norwegii, jest oddalony od Oslo Sentralstasjon o 175,90 km. Położony na wysokości 206 m n.p.m.

## Ruch pasażerski
Leży na linii Rørosbanen, jednej z dwóch równoległych linii kolejowych prowadzących z Oslo do Trondheim. Stacja obsługuje ruch dalekobieżny do Hamar, Røros oraz jedno połączenie dziennie do Trondheim S. Ze stacji dziennie odchodzi jedna para pociągów w obie strony.

## Obsługa pasażerów
Parking na 7 miejsc.